# Protohermes arunachalensis
Protohermes arunachalensis là một loài côn trùng trong họ Corydalidae thuộc bộ Megaloptera. Loài này được Ghosh miêu tả năm 1991.